# Sub Down
Sub Down è un film del 1997 diretto da Gregg Champion.

## Trama
Il Portland un sottomarino nucleare è bloccato a grande profondità a causa di una collisione con un sommergibile russo. Tre scienziati Harry Rheinhardt, Rick Postley e Laura Dyson saranno l'unica speranza per salvare il sottomarino e l'equipaggio.